# Leichtathletik-Weltmeisterschaften 2019/Teilnehmer (Botswana)
| Gelbes Symbol für Goldmedaillen mit stilisierten Olympischen Ringen | Graues Symbol für Silbermedaillen mit stilisierten Olympischen Ringen | Braundes Symbol für Bronzemedaillen mit stilisierten Olympischen Ringen |
| ------------------------------------------------------------------- | --------------------------------------------------------------------- | ----------------------------------------------------------------------- |
| —                                                                   | —                                                                     | —                                                                       |

Der Leichtathletikverband von Botswana nahm an den Leichtathletik-Weltmeisterschaften 2019 in Doha teilnehmen. 13 Athletinnen und Athleten wurden vom botswanischen Verband nominiert.

## Ergebnisse

### Frauen

#### Laufdisziplinen
| Athletin | Disziplin | Vorlauf    | Vorlauf | Halbfinale | Halbfinale | Finale | Finale |
| Athletin | Disziplin | Zeit       | Platz   | Zeit       | Platz      | Zeit   | Platz  |
| --- | --------- | ---------- | ------- | ---------- | ---------- | ------ | ------ |
| Christine Botlogetswe | 400 m     | 53,27 s    | 42      | DNQ        | DNQ        | –      | –      |
| Galefele Moroko | 400 m     | 50,59 s PB | 2       | DNF        | DNF        | –      | –      |
| - Oarabile Babolayi - Thomphang Basele - Amantle Montsho - Oratile Nowe nicht auf Startliste: - Christine Botlogetswe - Galefele Moroko | 4 × 400 m | DNS        | DNS     |            |            | –      | –      |

### Männer

#### Laufdisziplinen
| Athlet | Disziplin | Vorlauf    | Vorlauf | Halbfinale | Halbfinale | Finale | Finale |
| Athlet | Disziplin | Zeit       | Platz   | Zeit       | Platz      | Zeit   | Platz  |
| --- | --------- | ---------- | ------- | ---------- | ---------- | ------ | ------ |
| Ditiro Nzamani | 400 m     | 46,19 s    | 28      | DNQ        | DNQ        | –      | –      |
| Leungo Scotch | 400 m     | 45,10 s PB | 06      | 45,00 s PB | 11         | DNQ    | DNQ    |
| Nijel Amos | 800 m     | DNS        | DNS     | –          | –          |        |        |
| - Zibane Ngozi - Onkabetse Nkobolo - Ditiro Nzamani - Leungo Scotch nicht auf Startliste: - Nijel Amos - Leaname Maotoanong - Boitumelo Masilo | 4 × 400 m | DSQ V      | DSQ V   |            |            | –      | –      |